# نمایشنامه انتقادی-اجتماعی

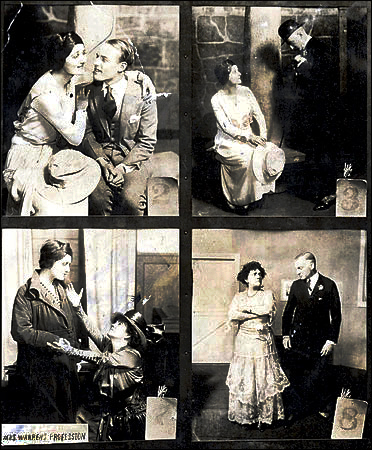
تصویر نمایشنامه

نمایشنامهٔ انتقادی-اجتماعی قالبی از درام است که در سدهٔ ۱۹ میلادی به عنوان بخشی از جنبش بزرگتر واقع‌گرایی در هنر، ایجاد شد. این رویداد به ویژه پس از نوگرایی‌های هنریک ایبسن بوجود آمد. در این نوع نمایشنامه‌ها، با کمک بگومگوهایی که میان شخصیت‌های داستان روی می‌دهد، مشکلات اجتماعی بیان می‌شود. این شخصیت‌ها معمولاً هر کدام ارائه کنندهٔ یک نقطه نظر متفاوت در اجتماع اند.
برخی منتقدان مانند فردریک بوآس بر این باورند که در برخی نمایشنامه‌های شکسپیر هم شخصیت‌ها مانند شخصیت‌های داستان‌های ایبسن اند در نتیجه عبارت نمایشنامهٔ انتقادی-اجتماعی را می‌توان به صورت گسترده‌تر برای توصیف درام‌های تراژیکمدی که نمی‌توان گفت دقیقاً ژانر کمدی اند یا دقیقاً تراژدی، بکار برد.

## نمونه‌ها
از جمله نمایشنامه‌های انتقادی-اجتماعی می‌توان به مادام کاملیا اثر الکساندر دوما (پسر) اشاره کرد که دربارهٔ تن‌فروشی صحبت می‌کند. پس از آن دیگر نویسنده‌های فرانسوی گاهی با رویکرد اخلاقی و گاهی با رویکرد احساسی با مشکلات جامعه برخورد کردند. منتقدی به نام توماس دیکینسون در ۱۹۲۷ گفته‌است که هیچ‌یک از نوشته‌های انتقادی اجتماعی نتوانستند به زیبایی مطلق برسند.
بیش از همه هنریک ایبسن نویسندهٔ نروژی توانست داستان‌های انتقادی-اجتماعی تأثیرگذاری بنویسد برای نمونه خانه عروسک که در آن به محدودیت‌های زنان، اشباح که به بیماری‌های مقاربتی و دشمن مردم که به حرص اشاره می‌کند. آثار نوشته‌های ایبسن در کارهای جرج برنارد شاو و دیگر نویسنده‌های آثار درام به خوبی روشن است.

## نمونه در ادب ایران
- نمایشنامه تراژدی بردیا : که موضوعش همزیستی انگلی ربا خوار و ربا گیرنده است که به مرگ و جنایت منجر می شود.(نوشته:رضا طاهری بشار)